# Athetis acutipennis
Athetis acutipennis là một loài bướm đêm trong họ Noctuidae.